# Wood Point
Wood Point är en udde i Antarktis. Den ligger i Östantarktis. Nya Zeeland gör anspråk på området.
Terrängen inåt land är varierad. Havet är nära Wood Point åt nordost. Trakten är obefolkad. Det finns inga samhällen i närheten. 